# 札幌国际大学短期大学部
札幌国际大学短期大学部（日语：／ Sapporo Kokusai Daigaku  Tankidaigakubu *），简称静短，是一所位于日本北海道札幌市清田区的私立短期大学。前静修短期大学（日语：／ Seishū Tankidaiga *）。

## 概要

### 简介
- 短期大学为于1969年开办[1]、由学校法人札幌国际大学经营。招収只女学生从开办[2]。

### 历史
- 1969年 札幌静修短期大学成立并同时设置两个学科即家政学科、幼儿教育学科[1]。
- 1971年 幼儿教育学科变更为儿童教育学科（分离为两个专攻即初等教育专攻和幼儿教育专攻）[1]。
- 1974年 教养学科成立[1]。
- 1976年 家政学科变更为生活科学科、改校名为静修短期大学[1]。
- 1983年 秘书科成立[1]。
- 1988年 儿童教育学科初等教育专攻招生最后、次年停止招生[3]。
- 1989年 英语学科成立[1]。
- 1990年 秘书科变更为秘书学科[1]。今年12月21日儿童教育学科初等教育专攻正式停办[3]。
- 1991年 儿童教育学科变更为幼儿教育学科[1]。
- 1997年 改校名为札幌国际大学短期大学部[1]。
- 1998年 秘书学科招生最后、次年停止招生[3]。
- 1999年 专科幼儿教育专攻成立[1]。
- 2000年 今年4月生活科学科变更为总合生活科学科。今年5月24日秘书学科正式停办[3]。
- 2001年 教养学科招生最后、次年停止招生[3]。
- 2002年 英语学科变更为英语传播学科[注 7]。
- 2003年 今年3月31日教养学科正式停办[3]。
- 2004年 幼儿教育学科变更为幼儿教育保育学科[1]。
- 2012年 英语传播学科[注 7]招生最后、次年停止招生。

### 宪章
- 请参看札幌国际大学短期大学部的标志 （页面存档备份，存于） （日語） 2014年1月25日阅览。

## 学校环境
- 校区：在北海道札幌市清田区

## 历任校长
- 高田幸二：第一代短期大学校长[4]。
- 滨田康行：现在短期大学校长[5]

## 著名人和有关人员
- 布施晶子
- 滨田英作
- 桃野作次郎
- 山中烨子

## 组织

### 学科
- 总合生活职业学科[注 1]
- 幼儿教育保育学科

### 前学科
- 生活科学科[注 2]
- 儿童教育学科[注 3]
  - 初等教育专攻[注 4]
  - 幼儿教育专攻[注 3]
- 教养学科[注 5]
- 秘书学科[注 6]
- 英语传播学科[注 7][注 8]

### 专科
| - 幼儿教育专攻 |

### 业余课程
| - 没有 |

### 附属学校
| - 幼儿园：前静修短期大学附属幼儿园成立于1971年 |

### 附属机关
| - 图书馆 - 北海道生活研究所：成立于1980年 |

## 知名校友
- 佐藤ゆかり：自由作家

## 相关链接
- 日本短期大学列表
- 札幌国际大学：后来校